# Planaxis nucleus
Planaxis nucleus är en snäckart som först beskrevs av Bruguiere 1789.  Planaxis nucleus ingår i släktet Planaxis och familjen Planaxidae. Inga underarter finns listade i Catalogue of Life.